# ミケル・ボー・フォルスゴー
ミケル・ボー・フォルスゴー（Mikkel Boe Følsgaard, 1984年5月1日 - ）は、デンマーク出身の俳優である。

## 来歴
Danish National School of Theatre and Contemporary Danceで学び、映画デビュー作となった『ロイヤル・アフェア 愛と欲望の王宮』で第62回ベルリン国際映画祭の男優賞を獲得した。

## フィルモグラフィ

### 映画
- ロイヤル・アフェア 愛と欲望の王宮 En kongelig affære (2012)
- 特捜部Q 檻の中の女 Kvinden i buret (2013)
- ヒトラーの忘れもの Under sandet (2015)
- MISS OSAKA ミス・オオサカ MISS OSAKA (2022)

### テレビシリーズ
- Bryggeren
- Den som dræber
- Dicte
- Arvingerne